# Panéhésy (vizir de Mérenptah)
Pour les articles homonymes, voir Panéhésy.
Pour l’article ayant un titre homophone, voir Panehsy.
Panéhésy est un vizir égyptien de la XIXe dynastie. Il a servi sous le règne de Mérenptah.

## Attestations
Panéhésy apparaît sur un monument à Gebel el-Silsila. Dans le grand spéos, qui a été construit à l'origine par Horemheb à la XVIIIe dynastie, mais, ajouté à la XIXe dynastie, on trouve une chapelle de Panéhésy. Il y est représenté en train d'adorer le roi Mérenptah et, dans une scène située dans l'entrée, il apparaît avec Mérenptah, la reine Iset-Nofret II et le prince Séthi-Mérenptah. La chapelle de Panéhésy sur le côté sud du spéos est contrebalancée par une chapelle du vizir Paser sur le côté nord.
Ailleurs dans le spéos, Panéhésy est représenté sur une stèle située dans la galerie. Une stèle est située à l'extrémité nord du spéos et la scène principale montre Mérenptah devant les dieux Amon-Rê, Montou, Sobek et Hathor. Une autre stèle est située à gauche de l'entrée du sanctuaire. Sur cette stèle, Panéhésy est représentée derrière Mérenptah et la reine Iset-Nofret II.
Panéhésy apparaît également sur une stèle près des sanctuaires royaux de Gebel el-Silsila. Les sanctuaires rupestres de Séthi Ier, Ramsès II et Mérenptah ont été érigés à la XIXe dynastie. La stèle située entre les sanctuaires de Mérenptah et de Ramsès II montre Mérenptah suivi d'un prince (peut-être Séthi-Mérenptah) et du vizir Panéhésy. Le roi offre une image de Maât à Amon-Rê.
Les papyrus Chester Beatty (III, vs 4-5) contiennent une lettre d'un scribe de la nécropole au vizir Panéhésy. Le début de la lettre dit :

« Le scribe Kenhikhopeshef de la Grande Nécropole de Baenre-miamon, fils de Rê, Merenptah-hetephimaat, dans le domaine d'Amon, communique à son seigneur, le porte-fanfare [à] la droite du roi, le préfet de la ville et le vizir de Haute et Basse-Égypte, Panehsy : Dans la vie, la prospérité et la santé ! Ceci est une missive pour informer mon seigneur »

— Edward Frank Wente
La lettre poursuit en indiquant que les travaux de la « Grande Place du Pharaon » (sa tombe) avancent bien. Il y a cependant une pénurie de pointes et de gypse. Le scribe demande que l'on envoie du matériel et des fournitures nécessaires.
Une statue du vizir Panéhésy fut découverte dans le Temple d'Amon de Deir el-Médineh.